# Parti du progrès de Guinée équatoriale
Le Partido del Progreso de Guinea Ecuatorial est un parti politique de Guinée équatoriale affilié à l'Internationale démocrate centriste.